# Sveti Augustin
Sveti Augustin (Aurelije Augustin) (lat.: Aurelius Augustinus Hipponensis; Tagaste, 13. studenog 354. – Hippo, 28. kolovoza 430.) bio je najutjecajniji antički kršćanski mislilac čija je misao značajno prožela zapadnu filozofiju i kršćansku teologiju. Svetac je Katoličke Crkve i teološki autoritet. Njegov način gledanja na grijeh, milost, slobodnu volju i spolnost teško se mogu zaobići. Najpoznatije djelo su mu Ispovijesti (Confessiones), duhovno-filozofska autobiografija prepričana u prvome licu. U njoj opisuje svoj grešan život i stranputice, preobraćenje preko sv. Ambrozija, ulazak u duhovnu sferu bitka, i naposljetku, svoje biskupstvo u Hipponu. Jedan je od četiri velika latinska crkvena oca, uz sv. Ambrozija, sv. Jeronima i sv. Grgura Velikoga. Osim toga bio je pisac, glazbeni teoretičar, teolog i jedan od najutjecajnijih kršćanskih učitelja. Koristio se novoplatonizmom za izražavanje kršćanskih ideja. Univerzalno je prihvaćen od srednjega vijeka sve do današnjeg dana.

## Životopis
Sveti Augustin (Aurelije Augustin) se rodio 13. studenoga 354. u Tagasti, gradiću u Numidiji. Danas je to mjesto u Alžiru, a zove se Souk Ahras. Njegov otac bijaše mali posjednik, ali imanje je zbog velikih poreza donosilo sve manje prihoda. Zato će Augustin moći na škole samo uz obilnu pomoć jednog svog zaštitnika. To je za njega bilo ponižavajuće i on je tu milostinju doduše primio, ali je ipak bio ranjen u svojem ponosu. Neki misle da mu je ta okolnost utisnula u dušu onu silnu osjetljivost, koja će za njega biti karakteristična kroz cijeli život. Dok je njegov otac, Patricije, bio poganin-bezbožnik, majka mu je sveta Monika bila gorljiva kršćanka (jedan pisac veli “fantastična”), prava vjernica, išla je dva puta na misu, moleći za preobraćenja svoga sina. Augustin je bio veoma živahan duh, iznimno temperamentan, prekomjerno osjetljiv, slabo discipliniran učenik, odviše svjestan da mu učenje ide lako i da se prema tome ne treba naprezati. Prve razrede škole završio je u rodnoj Tagasti. Nakon toga je pošao u Madauru gdje je pohađao predavanja nekog gramatika da bi se tako pripremio za zvanje govornika. Homer i grčki jezik ne učiniše na njega baš neki jači dojam. No zato se zanosio i bio oduševljen za rimskog pjesnika Vergilija. Lio je suze čitajući o nesreći kraljice Didone. Kad je Augustinu bilo 16 godina, ponestalo mu je novca pa se iz Madaure morao vratiti kući. Taj prisilni povratak na njega nije dobro djelovao i on se pridružio jednoj bandi mladih izgrednika razbijača. Na sreću, to nije dugo potrajalo. Zahvaljujući svome dobrotvoru, mogao je nastaviti nauke i to u Kartagi, gdje je bujao razvratan i pokvaren život, a u tu je močvaru i on uronio. Našao si je “prijateljicu”, s njom podržavao nezakonite veze te imao sina Adeodata. Uz Kartagu ga je držala ne samo želja za naukom već i žarka ljubav prema djevojci. Kako mu studij nije zadavao posebne brige, bio je ponosan i na rezultate koje je postigao. Pijući iz čaše užitaka punim gutljajima, uživajući ugled blistava studenta, u duši je ipak bio nemiran. Tada je čitao Ciceronova djela i u duši mu se poče buditi “ljubav prema mudrosti”. Čitao je i Bibliju, no njezin hrapavi jezik, prema blještavu Ciceronovu stilu, činio ju je u njegovim očima bijednom knjigom.
Uskoro je upao i u mrežu Manijevih učenika te postao manihejac. Manihejci su tumačili paradoks nereda u svijetu postojanjem dvostrukog počela: dobra i zla, koja vladaju svijetom. To je naučavanje nastalo prije više od dva stoljeća u središnjoj Aziji – pod perzijanskim učiteljem Zoroasterom, čiji je nauk razlikovao Ahuru Mazdu i Ahrimona – te prodiralo malo-pomalo na Zapad, u Sredozemlje, zadajući kršćanstvu teške gubitke. Sve događaje u svijetu tumačili su kao borbu između dviju vječitih sila: svjetla i tame, duha i materije. Iz pomiješanosti svjetla i tame nastao je ovaj svijet; zato je i zao. Augustin je ispočetka bio oduševljen manihejac, no tada se počeo sve više oslobađati mitološkoga sadržaja tog nauka. Počeo je uočavati zbrkanost manihejskog nauka na području filozofije i teologije te njezinu dekadencu na području morala. Bio je i odviše inteligentan, da ne bi uočio što je u maniheizmu slabo i jadno. On je sve više tragao za pravim smislom života, a na to mu temeljno pitanje maniheizam, zaista, nije mogao dati pravi odgovor. 
Poslije će Augustin u svojim spisima s pet dokaza pobiti manihejsku zabludu. Ako ih želimo svesti na ono bitno, možemo reći ovako:
1. Ne mogu postojati dva Boga, nego samo jedan i to onaj koji je posve apsolutno savršen, nepromjenjiv i vječan, bez početka i svršetka. A takvo biće može biti samo jedno jer, kad bi ga u savršenosti mogao netko drugi nadmašiti, onda bi taj bio pravi Bog. Dakle, moguć je samo jedan pravi Bog, nema dualizma.
Završivši nauke, Augustin je u Tagasti postao profesor. Tu je službu obavljao 13 godina. Želja za karijerom odvest će ga iz Tagaste u Kartagu, a zatim će
i u Rimu predavati retoriku. Sveta je Monika, majka sv. Augustina, kako je poznato, mnogo molila za njegovo obraćenje, no molitva osta dugo neuslišana. Kad je njezin sin, koji bijaše učitelj govorništva u Kartagi, naumio poći u Rim da bi ondje mogao još uspješnije poučavati njegova se majka pobojala da će u velikom gradu za njezina sina biti još više pogibelji pa ga je plačući molila da promijeni svoju odluku. Cijelu je sljedeću noć provela u molitvi, moleći Boga da spriječi odluku njezina sina o putu preko mora. Drugo je jutro doznala sva u strahu da je njezin sin otputovao. Zašto Bog nije uslišio njezinu molitvu? Zato što je boravak u Italiji postao veoma koristan. Ondje će se Augustin obratiti. Sam će kasnije reći: “Bože, ti nisi ispunio želju moje majke da joj dadneš ono za što je uvijek molila!”
Nakon rada u Rimu, Augustin je napokon g. 384 dobio novo namještenje u carskoj rezidenciji u Milanu, gradu koji je tada bio prijestolnica Zapadnorimskoga Carstva. Uz sve uspjehe na profesorskom, retorskom i filozofskom polju, uz udovoljavanje strastima, prati ga stalno neki nutarnji nemir. I on osjeća: “U meni su dva čovjeka…” Međutim Milano će postati odlučna točka njegova života. Ondje je počeo proučavati djela genijalnog mislioca neoplatonizma Plotina (205. – 270.). Tamo ga je pronašla Monika, anđeo čuvar njegova života, te ga uspjela skloniti da prekine nedopuštene odnose s Adeodatovom majkom. U Milanu je Augustin susreo biskupa svetoga Ambrozija (340. – 397.) – po Augustinu prvi čovjek koji je zabilježen u povijesti da čita naglas – u kojem je našao sebi dostojna partnera u raspravljanju o najvažnijim životnim pitanjima, o problemima koji su njega samoga mučili. Augustin je požudno slušao njegove propovijedi, gutajući njegove riječi. Smatrao ga je nedostiživim govornikom. Poslije će o svojim doživljajima u milanskoj katedrali zabilježiti: “O Bože, koliko sam suza prolio kod tvojih himana i pjesama! Kako sam bio ganut kad je tvoja crkva odzvanjala od lijepa pjevanja. Oni su tonovi balzam za moje uho i s njima se tvoja istina izlijevala u moje srce tako da je u meni plamtio žar pobožnosti.” Uz govorništvo i ljepotu liturgijskog slavlja u Augustina je malo-pomalo počelo prodirati i Kristovo Evanđelje. Tada je čitao i Plotinove Enneade i ta lektira dade konačan pravac njegovu životu. Po Plotinovu idealističkom misaonom sustavu te utjecaju biskupa Ambrozija definitivno se približio kršćanstvu. Međutim se još uvijek nije mogao otrgnuti od spona koje su ga sputavale, a to su: častohleplje, uspjeh, karijera, zlato i seksualni užici.
Božja ga milost, koju za njega ustrajno moli majka mu Monika, prati ukorak. Augustin dobiva u ruke životopis sv. Antuna pustinjaka, iz pera sv. Atanazija – čovjeka koji je napisao Nicejsko vjerovanje – čita ga i ostaje pod dubokim dojmom. Divi se pred idealom mnoštva onih kojih su sve ostavili i pošli za Kristom u pustinju, u samoću, u molitvu i pokoru. Augustin i sam stoji sada pred odlučnim korakom od svoga života i on mora nešto pametno stvoriti. Taj će korak biti dar Božje milosti koja ga prati. Kad kasnije o njoj bude raspravljao s pelagijancima, znat će je braniti ne samo iz Svetoga pisma, već i iz vlastitog iskustva.
Prizor konačnog obraćenja sam je Augustin ovjekovječio u Ispovijestima. U to je vrijeme upadno tražio samoću. Tako se bio povukao u osamljenost vrta svoje kuće u Milanu. Tamo je plakao od boli nad svojim bijednim stanjem, razapet između ideala i nagona. U svom je bezizlaznom stanju molio za pomoć odozgora. Vapio je: “A što sada, Gospodine, i kako će dugo potrajati ovakvo stanje?” Tada je čuo kako netko dječjim glasom viče: “Tolle – lege, tolle – lege! – Uzmi i čitaj!” Uzeo je Sveto pismo i oči mu se zaustaviše na ovome tekstu: “Svucimo sa sebe djela tame, a obucimo se u oružje svjetla! Hodimo pristojno kao po danu; ne u razuzdanim gozbama i pijankama, ne u bludnosti i raspuštenosti, ne u svađi i zavisti, nego se obucite u Gospodina Isusa Krista i ne brinite se oko tjelesnoga da ugađate pohotama!” (Rim 13,12-14). Taj je nadahnuti tekst bio savršen odgovor na njegov zov i vapaj iz dubina. On je iz Augustina protjerao svu tamu nesigurnosti, ispunivši mu srce snažnim svjetlom. U svojoj 32. godini života Augustinova duša pronalazi napokon Gospodina. Za tu je milost bio cijeli život zahvalan Bogu, a njegove Ispovijesti nisu drugo do himna zahvalnica Gospodinu.
Augustin je još nekoliko tjedana nastavio svoju službu profesora govorništva, a onda se zahvalio. S majkom, sinom i nekim prijateljima povukao se na ladanjsko dobro nekog svoga prijatelja u blizini jezera Como. Prijatelji su mu omogućili dulji skroviti boravak ondje. U uskrsnoj noći 23. travnja 387. primio je iz ruku milanskoga biskupa, svetoga Ambrozija, sakramenat krštenja sa svojim sinom Adeodatom. Na povratku u Afriku Monika je umrla u Ostiji, lučkom gradu na ušću Tibera u Tirensko more. Tko je pročitao Augustinove Ispovijesti, rado posjećuje to mjesto jer ga je u tom remek-djelu opisao divno, a još divnije život i smrt svoje majke Monike, koja je jedan od najvećih genija kršćanstva. Na zidu jedne od negdašnjih kuća ispisan je Augustinov dijalog (dakako skraćen) s majkom kad su u Ostiji čekali brod; majka ga nije dočekala, već je ondje umrla, sva sretna što je uz nju stajao njezin obraćeni sin za čije obraćenje bijaše prolila mnogo suza, izmolila mnogo molitava, prikazala mnoštvo žrtava. Augustin je stigao u zavičaj u jesen 388. Prodao je očevo imanje te s prijateljima i istomišljenicima provodio neke vrste redovnički život produbljujući svoju duhovnost te studirajući i dalje filozofiju i teologiju. To je razdoblje trajalo tri godine.
Tada se jednog dana našao u crkvi u Hippo Regiusu, Hiponu (danas Annabi). Stari je mjesni biskup Valerije predložio zajednici da mu izaberu svećenika koji će mu pomagati, a osobito u propovjedničkoj službi. Augustinova prisutnost u crkvi nije ostala nezapažena. Narod je povikao: “Augustin – svećenik!” Kandidat je protestirao, branio se, briznuo u plač, smatrajući se valjda nevrijednim, no sve bijaše uzalud. Narod ovdje bijaše, doista, glas Božji. Njegovo je svećeničko ređenje bila odlučena stvar. Zaređen je za svećenika 391. godine. Za njega je to bila velika žrtva. Morao se odreći onoga lijepoga, mirnoga, kontemplativnog života u društvu prijatelja te prihvatiti teške službe svećeničkog služenja. No, kršćanin nije vjernik samo za sebe, već i za Crkvu, za zajednicu. Augustin će 5 godina kasnije, g. 396., kao biskup naslijediti Valerija u Hiponu, drugom po važnosti gradu rimske Afrike. Utjecaj će hiponskoga biskupa prelaziti daleko međe njegove biskupije, i to ne samo prostorno, već i vremenski sve do dana današnjega. On je u svoje doba postao neosporan vođa afričkog episkopata, ali i teološka svijest i savjest cijele Crkve. Novi je biskup Hipona uza sve to u prvom redu bio sluga svoje Crkve u Hiponu. A biskupsku je službu shvaćao “ne kao predstojništvo, već kao služenje”. Sa svojim je klerom provodio zajednički život pod veoma strogim pravilom. Prof. Franz Spirago u svojoj Zbirci primjera spominje natpis u blagovaonici sv. Augustina koji je glasio: “Qisquis amat dictis absentem rodere vitam hanc mensam vetitam noverit esse sibi.” (Neka se klone ovog stola oni koji rado vrijeđaju tuđu čast.)
Augustin je obavljao i službu velikog teologa i učitelja Crkve. On je čitavom svojom kulturom bio Rimljanin, a inače genijalan mislilac, koji je iza sebe ostavio monumentalno djelo neusporedive vrijednosti. Bio je filozof, teolog, pastir duša, čovjek velike duhovnosti, naučitelj milosti i ljubavi. Njegovo pisano djelo broji 113 knjiga i 218 pisama. Kroz te se spise provlače sve rasprave tadašnje afričke Crkve i kršćanskoga svijeta, osobito one što ih prouzročiše donatisti i pelagijanci. Augustinovo cjelokupno djelo, pa i njegove polemike, nije imalo druge svrhe do službe Crkvi njegova i budućih vremena. On je najznačajniji filozofski mislilac među svetim Ocima, a njegova teologija ide u vrhunce patristike. No, iako je bio jedan od najvećih genija svog doba, dopustio je da ga i kritiziraju, a plod je toga njegovo znano djelo Retractationes u kojem je korigirao neka svoja mišljenja. U tome je također pokazao veličinu duha jer je kraj sve svoje nadarenosti bio svjestan da ipak nije nepogrješiv. To je nadasve pokazao na duhovno-moralnom planu u svojim besmrtnim Ispovijestima – remek-djelu kršćanske pa i svjetske literature, uvijek vrijednom i suvremenom. U njemu je dao dubok i svestran uvid u svoj religiozni razvoj. Uz Ispovijesti tu je i drugo Augustinovo remek-djelo De civitate Dei (O Božjoj državi) u kojem je sadržana najvrjednija starokršćanska apologetika, obrana kršćanstva, a u isto vrijeme poštovanja dostojna teologija povijesti. Povod je za pisanje tog djela dao kriv sud da je za propast Rimskog Carstva krivo kršćanstvo. Svoju je bogatu i dubokoumnu teologiju Augustin razvio u sukobu s herezama svog vremena: maniheizmom, donatizmom i pelagijanizmom. Donatistička je hereza naučavala da vrijednost sakramenata ovisi od duhovne čistoće i kreposti djelitelja i stoga su osnovali crkvu isključivo samo od onih čistih u kojoj za grješnike nije bilo mjesta, a najmanje milosrđa. Naučavali su i neke druge zablude, na primjer ponovno krštenje. Ta je zabluda dolazila od krivog poimanja sakramenta jer se njegova djelotvornost i učinkovitost vezala uz čistoću djelitelja. Za Augustina je to značilo svoje ufanje stavljati u čovjeka, a ne u Krista, uzročnika i pravog djelitelja sakramenata. To prema svetom Augustinu znači da nije Petar ili Ivan koji krsti, već je to Krist sam.
Protiv pelagijanizma, svojevrsnog naturalizma, koji je nijekao stvarnost istočnog grijeha, pa i potrebu milosti, Augustin je razvio temelj svog nauka o milosti. Bog je čovjeka kod stvaranja upravio prema konačnom nadnaravnom cilju i za to ga obdario milošću. Čovjek je nadnaravna slika Božja, grijehom ranjena, ali po Kristu opet povraćena u prvotno stanje. Krist je svojom milošću spasio i opravdao palog čovjeka. Ta je milost dakako dar Kristove muke, smrti i uskrsnuća. Opravdavajuća milost je ponovno stvaranje čovjeka jer po njoj postaje homo novus – novi čovjek u Kristu. Ta milost sadrži u sebi izlijevanje Božje ljubavi na čovjeka koji postaje Božji prijatelj, ljubimac, štoviše, ljubljeni sin. A tek ljubav prema Bogu čovjekove čine čini nadnaravnima i za nebo zaslužnima. Čovjek, dakle, s Božjom ljubavlju i milošću, bez koje ne može ništa, mora surađivati, a to znači živjeti u Božjoj ljubavi i prijateljstvu. Upravo je Augustin rekao: “Bog, koji te je stvorio bez tebe, neće te i spasiti bez tebe!” Pelagijanizam, na žalost, stavlja u čovjeka preveliku moć, kao da mu nije potrebna Božja milost. Augustin si je g. 426. izabrao biskupa-pomoćnika.
Umro je 28. kolovoza 430., kad su Vandali već tri mjeseca opsjedali njegov biskupski grad. Nakon pada Hipona tijelo su mu prenijeli najprije na Sardiniju, a g. 722. Luitprand ga je prenio u Paviju. U Ispovijestima Augustin priznaje: “Kasno sam te uzljubio, ljepoto tako stara i tako nova, kasno sam te uzljubio! A eto, ti si bio u meni, a ja izvan sebe. Ondje sam te tražio nasrćući na ta lijepa bića koja si stvorio, ja rugoba. Ti si bio sa mnom, a ja nisam bio s tobom. Mene su daleko od tebe držale one stvari koje ne bi postojale kad ne bi bile u tebi. Zvao si me i vikao, probio si moju gluhoću, zabljesnuo si, sijevnuo si i rastjerao moju sljepoću, prosuo si miomiris, a ja sam ga upio da uzdišem za tobom, okusio sam ga pa gladujem i žeđam, dotakao si me, i zato gorim za tvojim mirom.”

## Augustin i filozofija
Od drevne misli Augustin je naslijedio ideju da je filozofija "ljubav prema mudrosti" (Confessiones 3.8; De civitate Dei 8.1), tj. pokušaj potrage za srećom – ili, kao što su to mislili kasnoantički mislioci, i poganski i kršćanski. spasenje – traženjem uvida u pravu prirodu stvari i življenje u skladu s tim. Ovu vrstu filozofije on izričito podupire, posebno u svojim ranim radovima (Contra Academicos 1.1). Uvjeren je da je pravi filozof ljubitelj Boga, jer je istinska mudrost u krajnjem slučaju identična Bogu, točka na kojoj se osjeća u dogovoru s Pavlom (1. Korinćanima 1,14) i Platonom (usp. De civitate Dei 8.8). Zato smatra da je kršćanstvo "prava filozofija" (Contra Iulianum 4.72; mišljenje je uobičajeno među drevnim, posebno grčkim, kršćanskim misliocima) i da je prava filozofija i istinska (kultna) religija identična (De vera religione 8). U slučaju dvojbe, praksa ima prednost nad teorijom. U isto vrijeme, Augustin oštro kritizira „filozofiju ovoga svijeta“ (sekularnu) cenzuriranu u Novom zavjetu koja odvraća pažnju od Krista (Kološanima 2: 8). U svom ranom radu ovu presudu obično ograničava na helenističke materijalističke sustave (stoicizam, skepticizam i epikurizam) (Contra Academicos 3.42; De ordine 1.32); kasnije ga proširuje čak i na platonizam jer potonji negira mogućnost povijesti spasenja (De civitate Dei 12.14).
Glavna greška s kojom filozofi pogriješe je arogancija ili ponos (superbija), prigovor koji uzima s obzirom na to da je arogancija, prema Augustinovom mišljenju, korijen svih grijeha. Iz bezobrazluka filozofi pretpostavljaju da mogu dostići sreću vlastitom vrlinom (De civitate Dei 19.4, kritika prvenstveno usmjerena protiv stoika), pa čak i oni među njima koji su stekli uvid u pravu prirodu Boga i njegovu Riječ (tj. platonisti) nisu u stanju "vratiti se" u svoju božansku "domovinu", jer s ponosom odbacuju posredovanje Krista utjelovljenoga i umjesto toga pribjegavaju ponosnim i zlobnim demonima, tj. tradicionalnim poganskim kultovima i teurgiji (Confessiones 7.27; U evangelium Iohannis tractatus 2,2–4; De civitate Dei 10,24–29; Madec 1989). U svojim prvim radovima Augustin opisuje vlastiti filozofski program frazom "spoznati Boga i dušu" (Soliloquia 1.7; De ordine 2.47) i obećava da će ga provoditi sredstvima platonske filozofije sve dok nisu u sukobu s autoritetom biblijskog otkrivenja (Contra Academicos 3.43). Tako ponovno postavlja stara filozofska pitanja o pravoj prirodi ljudskog bića i prvom principu stvarnosti, a on zastupa ključnu neoplatonsku ideju da znanje o našem istinskom ja uključuje znanje o našem božanskom podrijetlu i omogućava nam da se vratimo na njega (usp. Plotinus, Enneads VI.9.7.33–34). Iako su to osnovne karakteristike Augustinove filozofije kroz cijelu njegovu karijeru, one se značajno razlikuju i modificiraju kako se njegov angažman s biblijskom mišlju pojačava i pojmovi stvaranja, grijeha i milosti dobivaju veći značaj. Augustin u potpunosti nije svjestan – jer to tada nije bilo moguće – srednjovjekovnog i modernog razlikovanja "filozofije" i "teologije"; oboje su neraskidivo isprepleteni u njegovoj misli – kao i u misli većine srednjovjekovnih mislilaca – i neprihvatljivo je pokušati razdvojiti ih fokusiranjem isključivo na elemente koji se s modernog stajališta smatraju „filozofskim“.

## Augustinov platonizam
Augustin nam govori da ga je u osamnaestoj godini Ciceronova (sada izgubljenog) protreptičkog dijaloga Hortensius pokrenuo za filozofiju (Confessiones 3.7), te da je kao mladić čitao Aristotelove Kategorije i da je na njegovo obraćenje uvelike utjecalo njegovo čitanje neoplatoničara, kao i Pavlova pisma (ib. 7.27; Contra Academicos 2.5). Od 390-ih nadalje Biblija postaje odlučujuća za njegovu misao, posebno knjiga Postanka, Psalmi i pavlinski i johanski spise (iako njegova egzegeza ostaje filozofski impregnirana), a čini se da je njegova zrela nauka o milosti izrasla iz novog čitanja Pavla oko 395. Najduži filozofski utjecaj na Augustina je neoplatonizam. Ne navodi autore i točne teme „knjiga platonista“ (Confessiones 7.13) koje je na latinski jezik preveo kršćanski neoplatonist Marius Victorinus iz četvrtog stoljeća (ib. 8.3.) koje je čitao 386. godine. U dvadesetom stoljeću postojala je trajna i ponekad žestoka rasprava o tome treba li privilegirati Plotina (koji se spominje u De beata vita 4) ili Porfirija – koji je napisao Plotinovi autobiografiju –  kao glavni neoplatonski utjecaj na Augustina. Danas većina znanstvenika prihvaća kompromis da su „knjige platonista“ sadržavale neke traktate o Plotinu (npr. Enneade I.6, I.2, V.1, VI.4–5) i izbor iz Porfirija (Sententiae i možda, Symmikta Zetemata). U svakom slučaju, važnost ovog problema ne treba preuveličavati, jer čini se da je Augustin nastavio svoja neoplatonička čitanja nakon 386. Otprilike 400. imao je na raspolaganju Porfirijevu filozofiju iz Orakla; u De civitate Dei 10. (ca. 417. godina) citira iz svog Pisma Anebu i inače neprovjerenog anagogičnog traktata pod naslovom, u prijevodu koji je koristio Augustin, De regressu animae, u čije utjecaje neki sumnjaju već u najranijim djelima Augustina.
Za filozofiju uma u drugoj polovici De trinitata možda se okrenuo neoplatonskim tekstovima o psihologiji. Iako nas izmiču točni izvori Augustinovog neoplatonizma, kritika izvora uspjela je odrediti neke prožimajuće osobine njegove misli koje su nesumnjivo neoplatonijskog porijekla kao na primjer: transcendencija i nematerijalnost Boga; superiornost nepromjenjivog nad promjenjivim (usp. Platon, Timeje 28d); ontološka hijerarhija Boga, duše i tijela; beskompromisnost i besmrtnost duše; dihotomija razumljivih i razumnih carstava (koja se pripisuju Platonu u Contra Academicos 3.37); neprostorna sveprisutnost razumljivih u razumnom (Confessiones 1.2–4; Pismo 137.4) i kauzalna prisutnost Boga u njegovu stvaranju (De immortalitate animae 14–15; De Genesi ad litteram 4.12.22); postojanje razumljivih (platonskih) oblika koji se nalaze u umu Božjem i djeluju kao paradigme razumnih stvari (De diversis quaestionibus 46); nutarnost razumljivog i ideja da pronalazimo Boga i Istinu okrećući se prema unutra (De vera religione 72); nauk zla kao nedostatka ili privole dobrote; razumijevanje ljubavi duše prema Bogu kao kvazi-erotske želje za istinskom ljepotom (Confessiones 10.38). Prepoznatljiv platonski element je pojam intelektualnog ili duhovnog uspona. Augustin misli da ćemo okretanjem prema unutra i od tijela prema duši (tj. Od znanja o objektima do samospoznaje) i od razumnog do razumljivog na kraju biti u stanju da nadiđemo sebe i stupimo u kontakt s vrhovnim bićem koje nijedno osim Boga i Istine i to nam je više unutarnje nego naše nutarnje ja (Confessiones 3.11.) On je nadaleko inspiriran Platonovom Državom (Politea).

## Osnovna načela
Augustina je posebno zaokupljen pitanjima o Bogu, kojega otkriva kao savršeno biće, prvotnu istinu i vječnu ljubav, te pitanjima o Čovjeku, kod kojega studira osobito narav, duhovnost i slobodu. Svoju filozofsku misao temelji na trima osnovnim načelima: nutarnjosti, sudjelovanju i nepromjenljivosti.
1. Nutarnjost (interiornost) otkrio je čitajući novoplatonovce. Polazište je Čovjek u čijoj se nutrini, u njegovoj duši, otkriva prisutnost istine: »U unutarnjem čovjeku prebiva istina«. Ta se istina dostiže samo umom koji je, polazeći od podataka osjetila, sposoban spoznati istinu.
2. Sudjelovanje (participacija) srž je Augustinove filozofije i tim načelom izriče da je svako dobro ili dobro po naravi ili po sudjelovanju. U prvom je slučaju riječ o apsolutnom dobru, a u drugom o ograničenome: »Svako je dobro ili Bog ili od Boga proizlazi«.
3. Nepromjenljivost (imutabilnost) znači da promjenljiva bića nisu istinska: »Istinski i autentični bitak samo je nepromjenljivi bitak«. To načelo pomaže razlikovanju bića po biti i bića po sudjelovanju, odnosno Stvoritelja i stvorenja. Na tri filozofska pitanja (bića, spoznaje i ljubavi) Augustin daje tri rješenja. Probleme bića rješava božanskim stvaranjem ni iz čega, a s tim povezuje i problem zla, koje za Augustina nije biće nego manjak (privacija) dobra, pa zato zlo i ne može opstojati nego u dobru, ali ne u savršenom Dobru. O stvaranju ovisi i početak vremena. Iluminacija (rasvijetljenost, rasvjetljivanje) je Augustinov odgovor na problem spoznaje. Kao što je Bog uzrok bića, tako je i svjetlo spoznaje. Ljudska se čežnja za ljubavlju ostvaruje u blaženstvu kojemu je izvor u Bogu.

## Epistemologija
Augustinova teorija znanja – njegova takozvana doktrina iluminacije ili rasvjetljavanja – izrazito je neempirijska epistemologija zasnovana na vjerojatno neoplatoničkom čitanju Platonove doktrine sjećanja. Poput Platona i njegovih sljedbenika, Augustin misli da istinsko znanje zahtijeva upoznavanje iz prve ruke; informacije iz druge ruke, npr. iz pouzdanih se svjedočenja, mogu proizvesti istinita pa čak i opravdana uvjerenja, ali ne i znanje u strogom smislu. U slučaju razumnih predmeta – koji, strogo govoreći, uopće ne priznaju znanje, nego samo mišljenje – takvo je upoznavanje iz prve ruke moguće kroz percepciju osjeta. Prepoznavanje razumljivih predmeta, međutim, ne može se postići empirijski putem apstrakcije, niti nas jezično prenosi od strane ljudskog učitelja; radije, takva spoznaja zahtijeva osobnu intelektualnu aktivnost koja rezultira intelektualnim uvidom, koji sudimo po kriteriju koji ne nalazimo nigdje osim u sebi. Paradigma ove vrste spoznaje su matematičke i logičke istine i temeljne moralne intuicije, koje razumijemo ne zato što vjerujemo učitelju ili knjizi, već zato što ih vidimo sami (De magistro 40, usp. De libero arbitrio 2,34). Uvjet mogućnosti i kriterij istinitosti ovog intelektualnog uvida nije ništa drugo doli Bog koji je utemeljen na način neoplatonskog nematerijalnog načela (Jedno), oboje imanentno i transcendentno u odnosu na našu dušu. Augustin uglavnom objašnjava ovu platonizirajuću teoriju apriornog znanja pomoću dvije upečatljive slike: unutarnjeg učitelja i iluminacije. 
U Soliloquiji Augustin kaže, na način koji jako podsjeća na Platona, da upravo kao što je sunce i vidljivo i osvjetljava vidne predmete, kako bi oku omogućilo da ih vidi, Bog je razumljiv i osvjetljava razumljive predmete (koji su ovdje identificirani s objektima slobodnih disciplina i podređeni Bogu) kako bi razum ("oko" duše) mogao aktivirati svoju sposobnost intelekcije. Kasnija verzija u De trinitate izričito predstavlja božansko osvjetljenje kao alternativu platonskom sjećanju i situira ga u okviru teorije stvaranja. Ovdje Augustin kaže da je ljudski um stvorio Bog na takav način da je "povezan" s razumljivom stvarnošću "odozdo" (subiuncta) i s kapacitetom (capacitas) koji mu omogućuje da "vidi" razumljive u svjetlo razumljive istine, baš kao što je oko po prirodi moguće vidjeti boje na svjetlu Sunca. Obje slike, ako se ispravno čitaju, trebale bi spriječiti nerazumijevanje da Augustinova epistemologija čini ljudsko znanje u potpunosti ovisnim o božanskom djelovanju, s tim da čovjek postaje samo pasivni primatelj otkrivenja. Prepoznavanje ne proizlazi jednostavno iz Kristove prisutnosti u našoj duši, već iz "savjetovanja" s unutarnjim učiteljem, tj. Iz naših probnih prijedloga koji tvrde da prenose istinu o razumljivoj stvarnosti, nasuprot unutarnjim standardima koje posjedujemo zahvaljujući Kristovoj prisutnosti. I dok je svako ljudsko biće „obasjano“ božanskom svjetlošću barem odostraga kako bi moglo donositi istinske prosudbe o ispravnom i pogrešnom ili dobrom i zlu, kako bi se ta prirodna intuicija razvila do punog znanja ili mudrosti i bila U stvari da možemo voditi krepostan život, moramo se pretvoriti u Boga, "izvora" svjetlosti (De trinitate 14.21). Dakle, iako su sva ljudska bića po prirodi sposobna pristupiti razumljivoj istini, u tome uspijevaju samo oni koji imaju dovoljno dobre volje – vjerojatno oni koji podupiru kršćansku religiju i žive u skladu s tim. 
Ovaj snažni dobrovoljni element blisko povezuje Augustinovu epistemologiju s njegovom etikom i, u konačnici, s njegovim naukom o milosti. Kao i sve ljudske agencije, težnja za mudrošću odvija se u uvjetima palog svijeta i susreće se s poteškoćama i preprekama kojima je čovječanstvo podvrgnuto zbog izvornog grijeha. Da bi ilustrirao što on misli pod „viđenjem stvari sami“ „u svjetlu istine“, Augustin često navodi primjer sokratskog majeutičkog dijaloga i čini se da se u nekim odlomcima svog ranog djela obraća pozornost na platonsku doktrinu sjećanja (poznata mu je iz Cicerona, Tusculan diskutacije 1.57) anamneza, na takav način da implicira postojanje duše. Teško je reći je li rani Augustin doslovno vjerovao u sjećanje i preegzistenciju, posebno zato što je bio svjestan da neki neoplatonisti tumače platonsko sjećanje kao aktualizaciju našeg stalno prisutnog, ali latentnog znanje razumljivog, a ne kao sjećanje na naše prošlo poznanstvo s njim. Ako se, kao u De immortalitate animae 6, uzme sjećanje kako bi se dokazala besmrtnost duše (kao što je to učinjeno u Fedonu), teško je vidjeti kako se pretpostojanje ne bi trebalo podrazumijevati. U svakom slučaju, netočno je reći, kao što se to ponekad i događa, da je Augustin odustao od teorije sjećanja jer je shvatio da je pre-postojanje u suprotnosti s kršćanskom vjerom. U De civitate Dei (12.14 itd.) Augustin odlučno odbacuje platonsko-pitagorejsku metempsihozu ili prelazak duša, kao nespojive s vječnom srećom i ekonomijom spasenja, a u De trinitate (12.24) [enonova verzija teorije sjećanja, koja podrazumijeva transmigraciju, odbacuje se u korist iluminacije.

## Vjera i razum
Iako moderna rasprava ima tendenciju da vjeru i razum smatra alternativnim ili čak međusobno isključivim načinima, u Augustinovom epistemološkom i egzegetskom programu njih dvoje su nerazdvojni. On odbacuje racionalizam filozofa, posebno manihejaca, kao neopravdano pretjerano povjerenje u sposobnosti ljudskog razuma koje proizlaze iz grešnog ponosa i kao arogantno zanemarivanje Kristova otkrivenja u Pismu (De libero arbitrio 3,56; 60; Confessiones 3,10-12). Protiv fideizma na koji je naišao u nekim kršćanskim krugovima inzistirao je na tome da je dobro i prirodno upotrijebiti racionalni kapacitet koji smo stvorili za traženje razumijevanja istina koje prihvaćamo od vlasti biblijskog otkrivenja, iako će istinsko razumijevanje Boga biti moguće tek nakon ovog života kad ga vidimo „licem u lice“. U ovom epistemološkom i egzegetskom programu, koji je od Anzelma Canterburyjskog prikladno označen kao "vjera koja traži razumijevanje" ili "razumijevanje vjere" (intellectus fidei), vjera je prije razumijevanje u vremenu, ali strano od njega po važnosti i vrijednosti. Prvi korak ka savršenstvu je vjerovanje riječima Pisma; drugi je shvatiti da su riječi vanjski znakovi unutarnje i razumljive stvarnosti i da nas opominju da se obratimo i da se „savjetujemo“ s unutarnjom istinom kako bismo postigli istinsko razumijevanje i, u skladu s tim, dobar život. Filozofski argument može biti od pomoći u ovom procesu; ipak, kako Augustin primjećuje već u Contra Academicos, treba ga povezati s autoritetom Pisma i Vjere kako bi se spriječilo da nestašica ljudskog razuma zaluta.
Čini se da je Augustinov najraniji dijalog zabavio elitističku ideju da oni obrazovani u slobodnim umjetnostima i sposobni neoplatonskog intelektualnog uspona mogu zapravo prerasti Autoritet i postići potpuno razumijevanje božanskog već u ovom životu. U svom kasnijem djelu odustaje od ove nade i naglašava da će tijekom ovog života, neizbježno karakteriziran grijehom i slabošću, svakom čovjeku trebati vodstvo otkrivenog Kristovog autoriteta. Vjera nije, dakle, samo epistemološka, nego i etička kategorija; ono je bitno za moralno pročišćenje koje trebamo proći prije nego što se možemo nadati čak i pravu spoznaju (Soliloquia 1,12; De diversis quaestionibus 48; De trinitate 4.24; Rist 2001). U velikoj mjeri Augustinova obrana vjere kao valjane epistemološke kategorije počiva na rehabilitaciji istinskog vjerovanja protiv filozofske (platonske i helenističke) tradicije. Augustin uredno razlikuje „vjerovanje“ (fides, riječ koju on također koristi za vjersku vjeru), što povlači za vjernika svijest da on ne zna, od „mišljenja“ (mišljenje), koje su filozofi definirali kao iluziju da znaju što činjenica ne zna. Bez vjerovanja u prijašnji smisao, morali bismo priznati da nismo svjesni vlastite loze i predmeta povijesnih i empirijskih znanosti o kojima, kako Augustin tvrdi u kritici platonizma, iz prve ruke znanje je rijetko moguće. Uvjerenje da osoba koju nismo vidjeli je bila ili je samo može pokrenuti našu bratsku ljubav prema njemu. I očigledno je da se ključni događaji u povijesti spasenja, Isusova smrt na križu i njegovo uskrsnuće ne mogu znati, već samo vjeruju u povijesne događaje, iako znakovi mogu dovesti do razumijevanja potičući nas na razumljivu istinu. Stoga, premda vjera u otkrivenje prethodi racionalnom uvidu u njegovo istinsko značenje, odluka o tome u čiju je vlast vjerovati i koga prihvatiti kao pouzdanog svjedoka sama je razumna. Usprkos tomu vjerovanje može, naravno, biti prevareno (De trinitate 8.6). U običnom životu to je neizbježno i uglavnom neproblematično. Ozbiljniji problem predstavlja opravdanje vjerovanja u Sveto pismo, koje je za Augustina tradicija i autoritet (auctoritas, a ne potestas) Crkve. Kasnije je i Toma Akvinski zastupao slično mišljenje.

## Sloboda i volja
Iako su se drugi latinski filozofi, posebno Seneka, prije Augustina služili konceptom volje, ona ima mnogo širu primjenu u svojoj etičkoj i moralnoj psihologiji nego u bilo kojem prethodniku i obuhvaća širi spektar pojava nego bilo aristotelovska buleza (otprilike, racionalan izbor) ili stoičke prohaireze (otprilike, temeljna odluka da se vodi dobar život). Augustin se bliže od bilo kojeg ranijeg filozofa približio postavljanju volje kao sposobnosti izbora koja se ne može ograničiti niti na razum, niti na neracionalnu želju. Stoga se tvrdi da je Augustin „otkrio“ volju. Augustin priznaje volju prvog reda i drugog reda, pri čemu je posljednji čin, mogućnost izbora između sukobljenih volja prvog reda. Kao i želje, volje prvog reda su namjerne ili usmjerene objektima i djeluju na svim razinama duše. Poput sjećanja i misli, volja je konstitutivni element uma. Usko je povezan s ljubavlju i, sukladno tome, lokusom moralnog vrednovanja. Ponašamo se dobro ili loše ako i samo ako naši postupci potiču iz dobre ili zle volje, što je ekvivalentno kazivanju da su motivirani pravom (tj. Bogom usmjerenom) ili izopačenom (tj. Samoupravljenom) ljubavlju (De civitate Dei 14.7). S ovom osnovnom idejom, Augustin brani strasti ili osjećaje protiv njihove stoičke osude kao nepravilnosti racionalnog prosuđivanja redefinirajući ih neutralnije kao volje koje mogu biti dobre ili loše ovisno o njihovim namjernim objektima.
Mehanika volje u Augustinovoj moralnoj psihologiji snažno je zadužena za stoičku teoriju pristajanja, koju ipak modificira u barem jednom pogledu. Kao i u stoicizmu, volja za djelovanjem pokreće se dojmom koji stvara vanjski objekt. Na to um reagira apetitnim gibanjem koje nas nagovara da istrajemo ili izbjegnemo predmet (npr. Užitak ili strah). Ali tek kada damo svoj unutarnji pristanak na ovaj nagon ili ga odustanemo, pojavit će se volja koja, ako okolnosti dopuštaju, rezultira odgovarajućom radnjom. Volja je pravi položaj naše moralne odgovornosti, jer nije ni u našoj moći da li se predmet predstavlja našim osjetilima ili intelektom, niti da li ga uživamo (De libero arbitrio 3.74; Ad Simplicianum 1.2.21.) i naše pokušaje djelovati izvana može uspjeti ili propasti iz razloga koji su izvan naše kontrole. Jedini element koji je u našoj moći jest naša volja ili unutarnji pristanak, za što smo stoga u potpunosti odgovorni. Dakle, osoba koja je pristala na preljub je kriva, čak i ako je pokušaj njenog činjenja zapravo bio neuspješan, a žrtva silovanja koja ne pristane na djelo, čuva je od grijeha, čak i ako osjeća fizičko zadovoljstvo (De civitate Dei 1,16-28.). Stoga Augustin grijeh definira kao "volju da se nepravedno zadrži ili istraje" (De duabus animabus 15). Drugi stupanj gornje strukture, nehotično apetitno kretanje duše, podsjeća na stoičke "prve pokrete", ali također odgovara "nagonu", koji u stoicizmu ne prethodi pristanku, već ga slijedi i odmah rezultira radnja. Ovakva iskušenja u Augustinu nisu osobni grijesi, nego zbog izvornog grijeha. Naša se volja mora osloboditi božanskom milošću kako bismo im se oduprijeli.
Augustinovo razmišljanje o slobodnoj volji (liberum arbitrium) podliježe određenom razvoju tijekom svoje karijere. 390-ih, suprotstavljajući se dualističkom fatalizmu manihejaca, on koristi cogito nalik argument kako bi pokazao da smo odgovorni za svoje volje, jer smo sigurni da ćemo, kao što smo sigurni, postojati i mislite. Suvremena definicija volje kao pokreta duše prema nekom predmetu želje naglašava odsutnost vanjskog ograničenja, a sljedeća definicija grijeha kao nepravedne volje čini se da podržava načelo alternativnih mogućnosti. U djelu De libero arbitrio – slobodna volja pojavljuje se kao uvjet mogućnosti moralne dobrote, a samim tim i kao veliko dobro; ali kako nije apsolutno dobro (koje je sam Bog), već samo intermedijalno, podložno je zlouporabi, a samim tim i izvoru moralnog zla (De libero arbitrio 2.47–53). Na neki način, pogrešnim odabirom, Adam i Eva napustili su slobodnu volju i za sebe i za cijelo čovječanstvo. Izvorni grijeh pretvorio je našu početnu sposobnost da ne griješimo u nemogućnost da ne griješimo; milost može vratiti sposobnost da se ne griješi u ovom životu i pretvorit će je u nesposobnost za grijeh u sljedećem (De civitate Dei 22.30; De correptione et gratia 33).

## Sv. Augustin u Hrvatskoj
Augustinova misao utjecala je na hrvatske teologe, a prijevodi njegovih djela na hrvatski približili su je i široj kulturnoj javnosti. Potkraj XIX. st. Antun Sasso preveo je Ispovijesti 1894. godine. To je djelo drugi put preveo Andrija Živković 1930., a treći put Stjepan Hosu 1973. godine. Glavno Augustinovo djelo, O državi Božjoj, preveo je Tomislav Ladan i objavljeno je usporedno na latinskom i hrvatskom jeziku između 1982. i 1996. godine u tri sveska. Marijan Mandac preveo je nekoliko manjih spisa: Poučavanje neupućenih (1988.), Rukovet (1990.) i Govori (I–II, 1990. – 93.). Stjepan Kušar preveo je djelo O slobodi volje (1998.). Izabrane dijelove iz Augustinovih djela objavili su Koloman Rac i Franjo Lasman u knjizi Izbor iz stare književnosti kršćanske (1917.) i Tomislav Janko Šagi-Bunić u knjizi Izazov starih iz 1972. godine.

## Djela
- Corpus Scriptorum Ecclesiasticorum Latinorum (Wien: Holder, Pichler, Tempsky, posljendji volumeni Berlin: De Gruyter)
- Corpus Christianorum Series Latina (Turnhout: Brepols)
- Patrologia Latina edition [PL] (Jacques-Paul Migne (ed.), Paris 1877.)
- The Works of Saint Augustine. A Translation for the 21st Century, 46 vols., John E. Rotelle et al. (eds.), New York: New City Press, 1991–2019.
- Sveti Augustin, Ispovijesti, Verbum, Zagreb, 2012.
- Aurelije Augustin, O državi Božjoj/De civitate Dei, Kršćanska sadašnjost, Zagreb, 1996.

## Poveznice
- Filozofija
- Srednjovjekovna filozofija
- Skolastika
- De civitate Dei

## Vanjske poveznice
- Molitva svetog Augustina Hiponskog
- De civitate Dei[neaktivna poveznica] (Marcus Dods) (engl.)
- Izreke svetog Augustina (njem.)
- Sakupljeni tekstovi sv. Augustina  Arhivirana inačica izvorne stranice od 22. rujna 2010. (Wayback Machine) (engl.)